# 五家庄

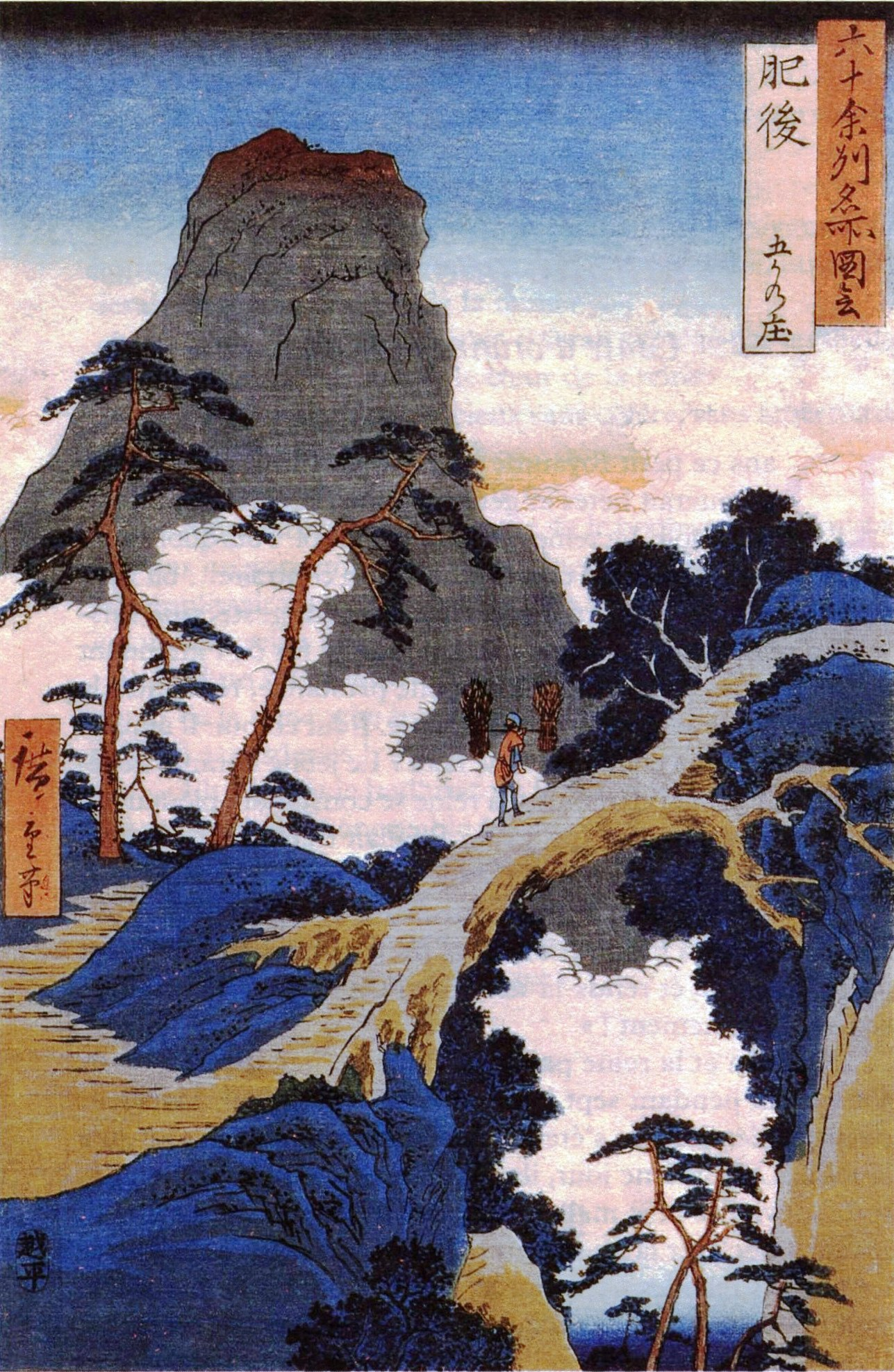
六十余州名所図会より（歌川広重画）

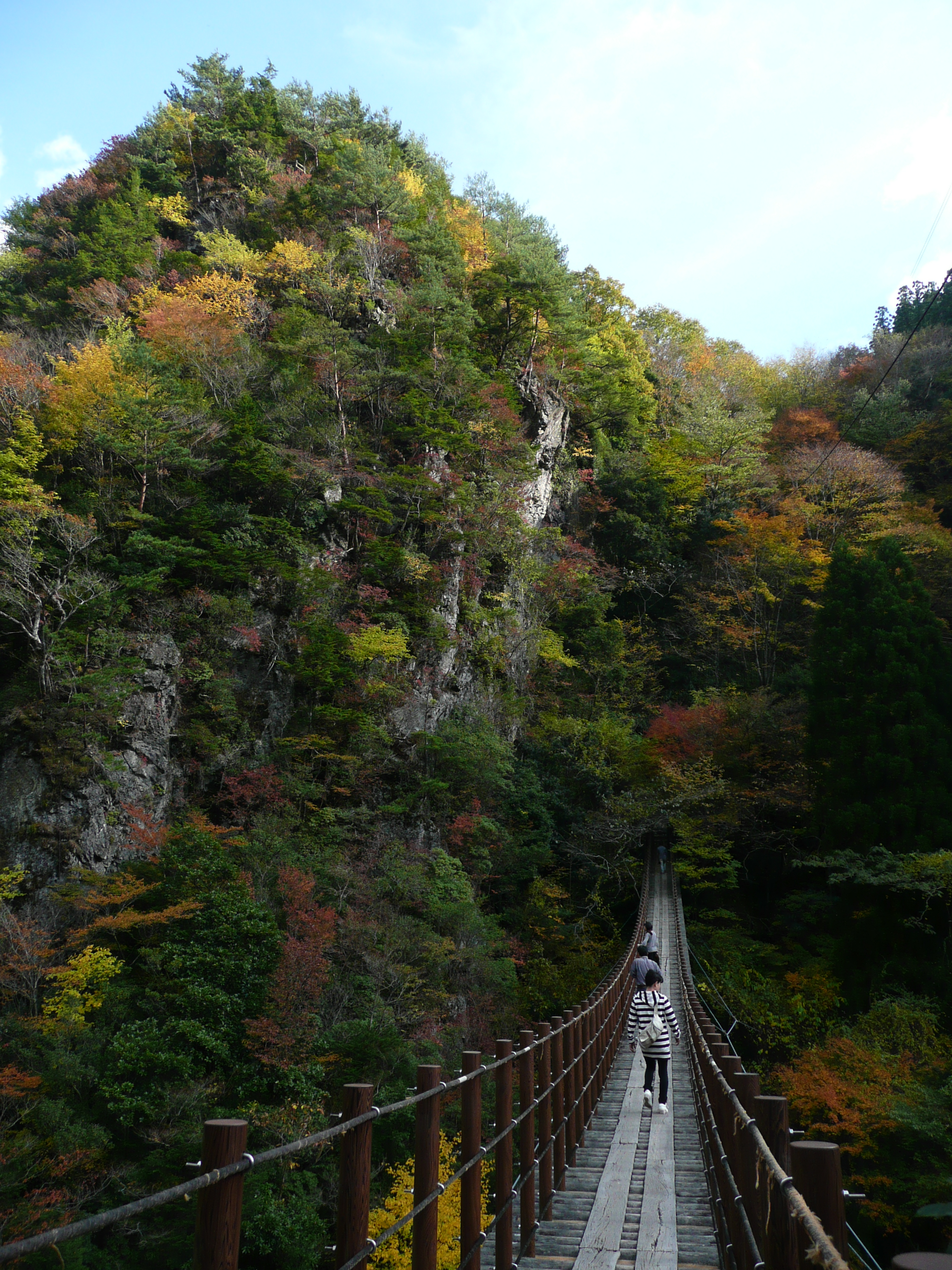
樅木吊橋

五家荘、五家庄（ごかのしょう）は、熊本県八代市（かつての肥後国八代郡）東部の久連子（くれこ）・椎原（しいばる）・仁田尾（にたお）・葉木（はき）・樅木（もみぎ）の5地域の総称。

## 概要
九州山地の西部、川辺川の水源の山林地域である。古来より秘境として知られ、人々は河岸の段丘や傾斜斜面などに小さな集落を作り、木地師として木器を製造したり、蕎麦・稗などの焼畑農業や茶の栽培に携わったりしてきた。ただし、秘境というのはイメージ的な部分が大きく、中世以後隣接する柿迫村をはじめとする外部との交流が盛んであったことは五家荘の外部に伝わる古文書から知られている（反対に内部の文書は焼畑や山火事などによる類焼で原本を失ったものが多い）。例えば、『肥後国誌』では慶安3年（1650年）にその存在は初めて外部の人々に知られたと記しているが、実際には戦国時代には阿蘇惟豊に仕えて所領を与えられていた者がいたことや寛永13年（1636年）の段階で五家荘の人々が熊本藩に飢饉の救済を訴えていることが知られている。
平家の落人の伝説で知られ、伝承によれば平清経が壇ノ浦の戦いの後に伊予国今治に落ち延び、阿波国祖谷を経て、伊予国八幡浜から九州に渡ったという。この伝承によると清経一行は豊後国の緒方家を頼ったとされ、姓を「緒方」に改め、その後は五家庄にある五つの地域のうち清経の長男の盛行が椎原、次男の近盛が久連子、三男の実明が葉木に移り住んだという（伝承中の一説）。また、別の伝承によれば平清経の曾孫たちが「緒方氏」を称して久連子・椎原・葉木を治め、菅原道真の子孫たちが「左座氏（ぞうざし）」を称して仁田尾・樅木を治めたと伝えられている（『肥後国誌』には葉木を菅原氏系とする異説も載せている）。5つの地域の支配者はそれぞれ地頭を称し、江戸時代にはそれぞれの村の大庄屋に任じられていた。更に外部の木地師の集団移住によって成立したとする説もあり、更に双方の伝説の混合もみられる（木地師の祖とされている惟喬親王が、惟仁親王（清和天皇）に皇位継承で敗れたことから、惟喬親王の子孫が「平氏」と称して惟仁親王の子孫である「源氏」の及ばない地に逃れたとする）。五家荘としてのまとまりが成立したのは、緒方・左座両氏が阿蘇氏の勢力に従って砥用方面に進出したとされる戦国時代初頭（明応-永正期）と推定されている。その後、島津氏の進出や豊臣氏の九州征伐によって緒方・左座両氏は砥用方面を失い、五家荘の民は再び山の住人になった。その後、熊本藩（加藤氏・細川氏）の支配下に入った。細川氏は五家荘の支配を強化し、寛文5年（1665年）には五家荘の住人代表が藩主細川綱利への謁見を許されている。ところが、貞享2年（1685年）に地頭の地位を巡る左座一族の内紛を細川氏が仲裁できなかったため、江戸幕府は貞享2年7月19日（1685年8月18日）に五家荘の支配を幕府の天草代官に移すことを決定した。だが、農地の不足（『天保郷帳』によれば全体で4石4斗6升）と陶磁器の発達による木器の需要減少は住民の困窮と欠落を招いた。明治維新後、長崎裁判所・富岡県・天草県・長崎県を経て、明治3年（1870年）に熊本藩に復帰し、廃藩置県後も熊本県・八代県・白川県と管轄が次々に移転し、熊本県の所属が最終的に確定したのは明治9年（1876年）のことであった。
その後、町村制の成立によって五家荘の各地域はそれぞれ村を構成する。昭和29年（1954年）に五家荘の村々は昭和の大合併によって周辺の柿迫村など3か村とともに合併して泉村が発足、平成17年（2005年）に平成の大合併に伴って八代市に編入された。この間、昭和18年（1943年）から相次いで行われた林道建設によって交通網が整備され、柿迫・砥用・椎葉との間が国道445号線及び県道で結ばれるようになり、続いて九州自然歩道も整備された。また、昭和56年（1981年）4月14日に熊本県と宮崎県が五家荘を含む県境地域を九州中央山地国定公園として環境庁に申請し、翌昭和57年（1982年）5月15日に国定公園への指定が実現した。こうした中で豊かな自然と独自の伝統文化が注目されて観光地としての開発も進むことになった。その一方で、古くからの原生林が失われて人工の造林地に変わるなど、環境破壊の問題も生じている。

## 交通
- JR九州鹿児島本線有佐駅から九州産交バス八農分校前ゆきに乗車し終点下車、そこからタクシーで75分。
- 九州自動車道八代インターチェンジから62㎞。
- 2010年10月から九州産交バスの五木椎原線が1日3往復、五木村上荒地から五家庄南側の椎原診療所まで運行されていたが[3]、2019年3月をもって廃止されている。このため2019年4月以降、公共交通機関で直接五家庄を訪れることはできない。